# Celeus lugubris
Celeus lugubris là một loài chim trong họ Picidae.